# Medalla per la Conquesta de Königsberg
La Medalla per la Conquesta de Königsberg (Rus: Медаль «За взятие Кенигсберга» - Transliterat: Medal "Za vsyatie Kenigsberga") és una medalla de la Guerra Ofensiva de la Gran Guerra Patriòtica, creada el 9 de juny de 1945 per Stalin i atorgada a tots els soldats de l'Exèrcit Roig, Marina, Tropes del Ministeri d'Interior (MVD) i Tropes del Comitè de Seguretat de l'Estat (KGB) que van participar en la batalla de Königsberg del 23 de gener al 10 d'abril de 1945.
Va ser atorgada sobre unes 760.000 vegades. 200 soldats van ser nomenats a més Heroi de la Unió Soviètica, i unes 80 divisions soviètiques van ser honorades amb el títol "Königsberg".
Va ser instituïda després de la petició del Comissari del Poble, sent publicat el decret a la "Diari del Soviet Suprem de l'URSS" nº34. Va ser dissenyada pel pintor A.I. Kuznetsov, autor d'altres condecoracions.
Els homes desmobilitzats la rebien d'acord amb certificats especials o altres documents confirmant la seva participació en la batalla de Königsberg.
Segons decret de 5 de febrer de 1951, un cop traspassava el posseïdor la família es quedava amb la medalla i el seu certificat.
Penja a l'esquerra del pit, i se situa després de la Medalla per la Conquesta de Budapest.

## Disseny
És una medalla de coure de 32mm de diàmetre amb la inscripció "За взятие Кенигсберга" (Conquesta de Königsberg) al mig. A sota hi ha una branca de llorer a la punta superior hi ha una estrella de 5 puntes de la que surten raigs de llum. Al revers apareix la data 10 АПРЕЛЯ 1945 (10 d'abril 1945) sota una estrella de 5 puntes.
Es suspèn sobre un galó pentagonal de 24mm amb 5 franges (tres negres i dues verdes) totes de la mateixa mida. A la punta hi ha una franja verda molt fina.